# هيكتور غوستافو غاتي
هيكتور غوستافو غاتي (بالإسبانية: Héctor Gustavo Gatti)‏ هو لاعب كرة قدم أرجنتيني، ولد في 25 يناير 1972 في مار دل بلاتا في الأرجنتين. لعب مع هواتشيباتو.

## وصلات خارجية
- هيكتور غوستافو غاتي على موقع قاعدة بيانات كرة القدم.إي يو (الإنجليزية)
- هيكتور غوستافو غاتي على موقع عالم كرة القدم.نت (الإنجليزية)